# Зельтерс (Рейнланд-Пфальц)
Зельтерс (нім. Selters) — місто в Німеччині, розташоване в землі Рейнланд-Пфальц. Входить до складу району Вестервальд. Центр об'єднання громад Зельтерс (Вестервальд).
Площа — 8,71 км2. Населення становить 2819 ос. (станом на 31 грудня 2020).

## Галерея

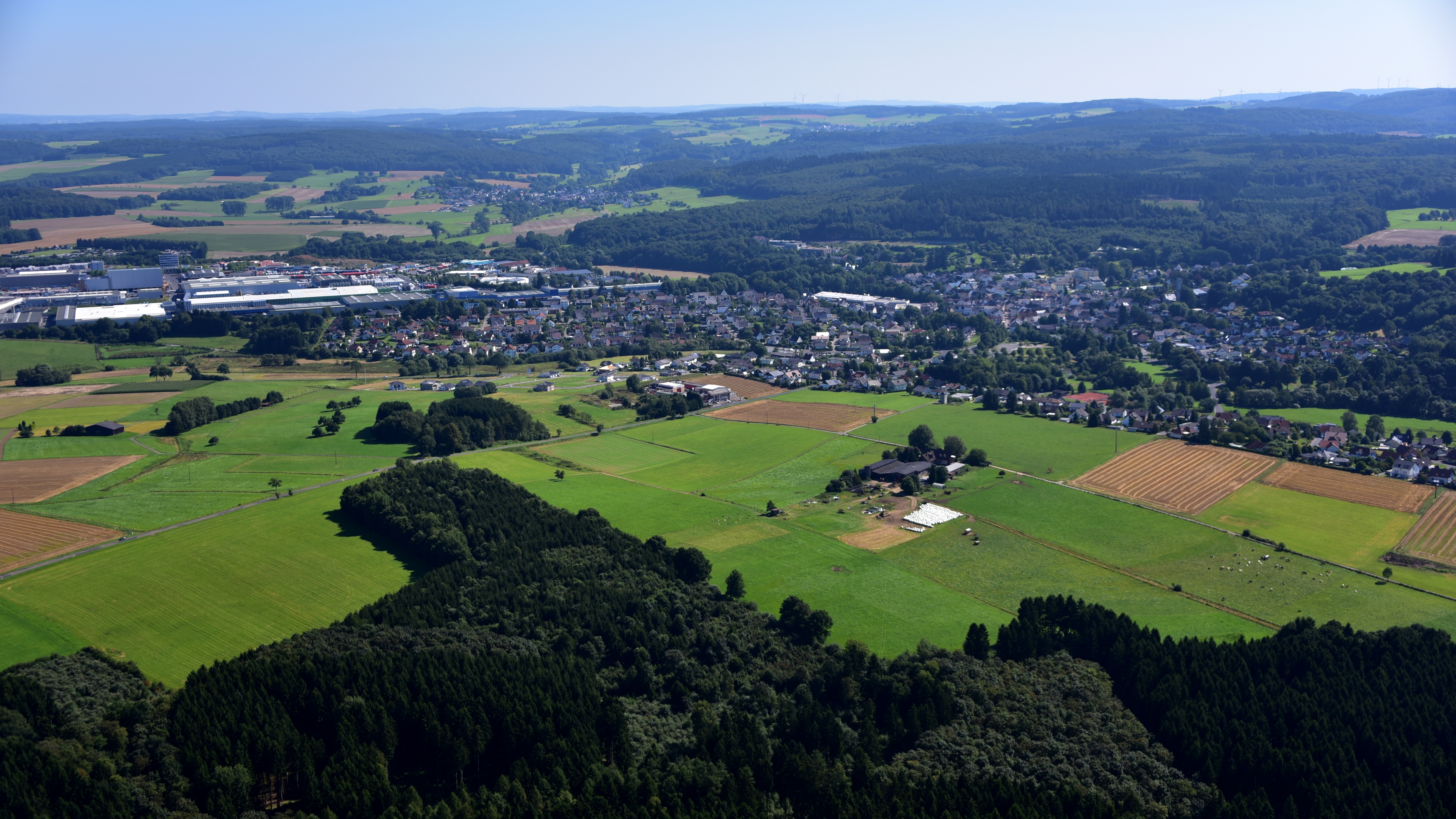
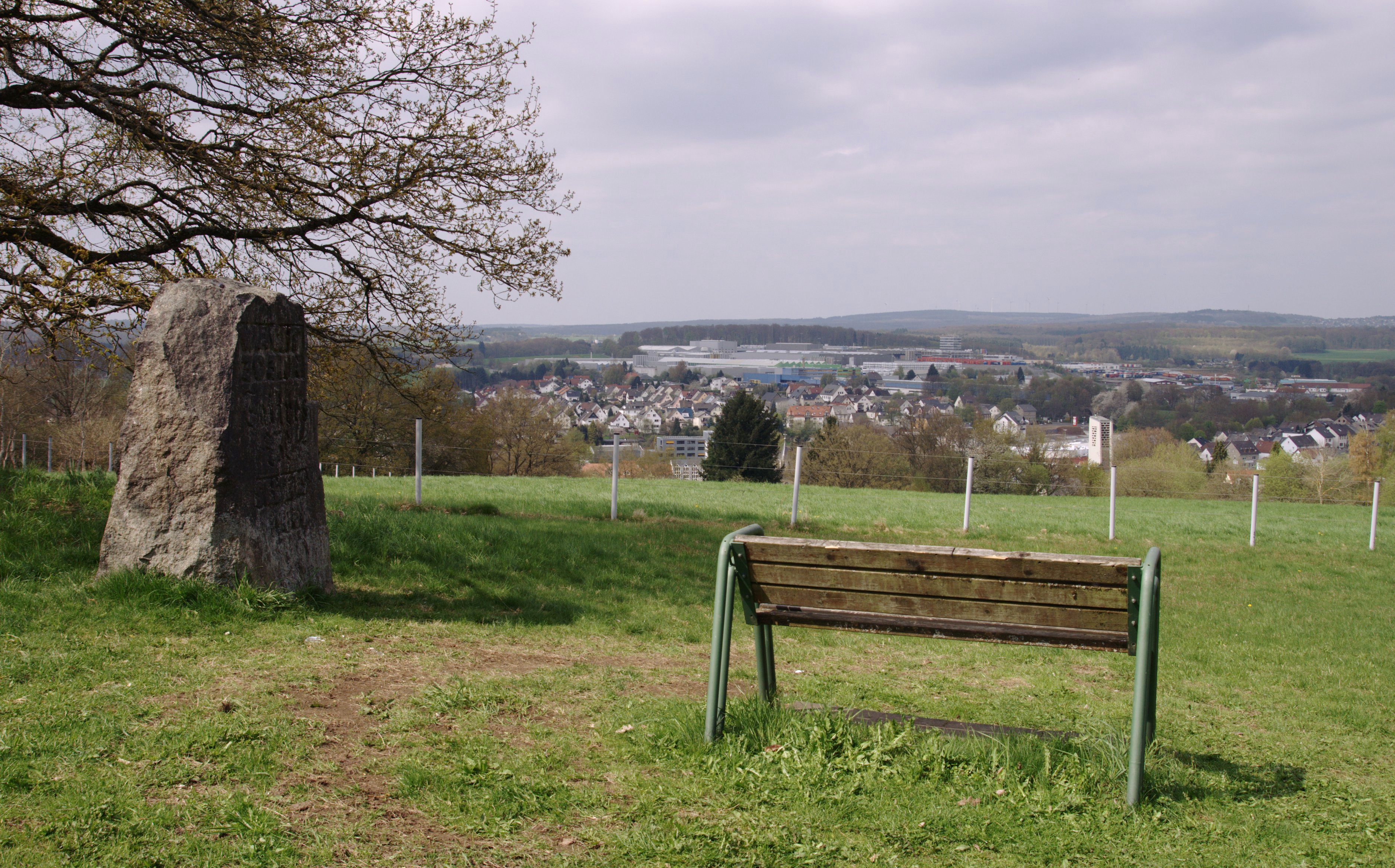
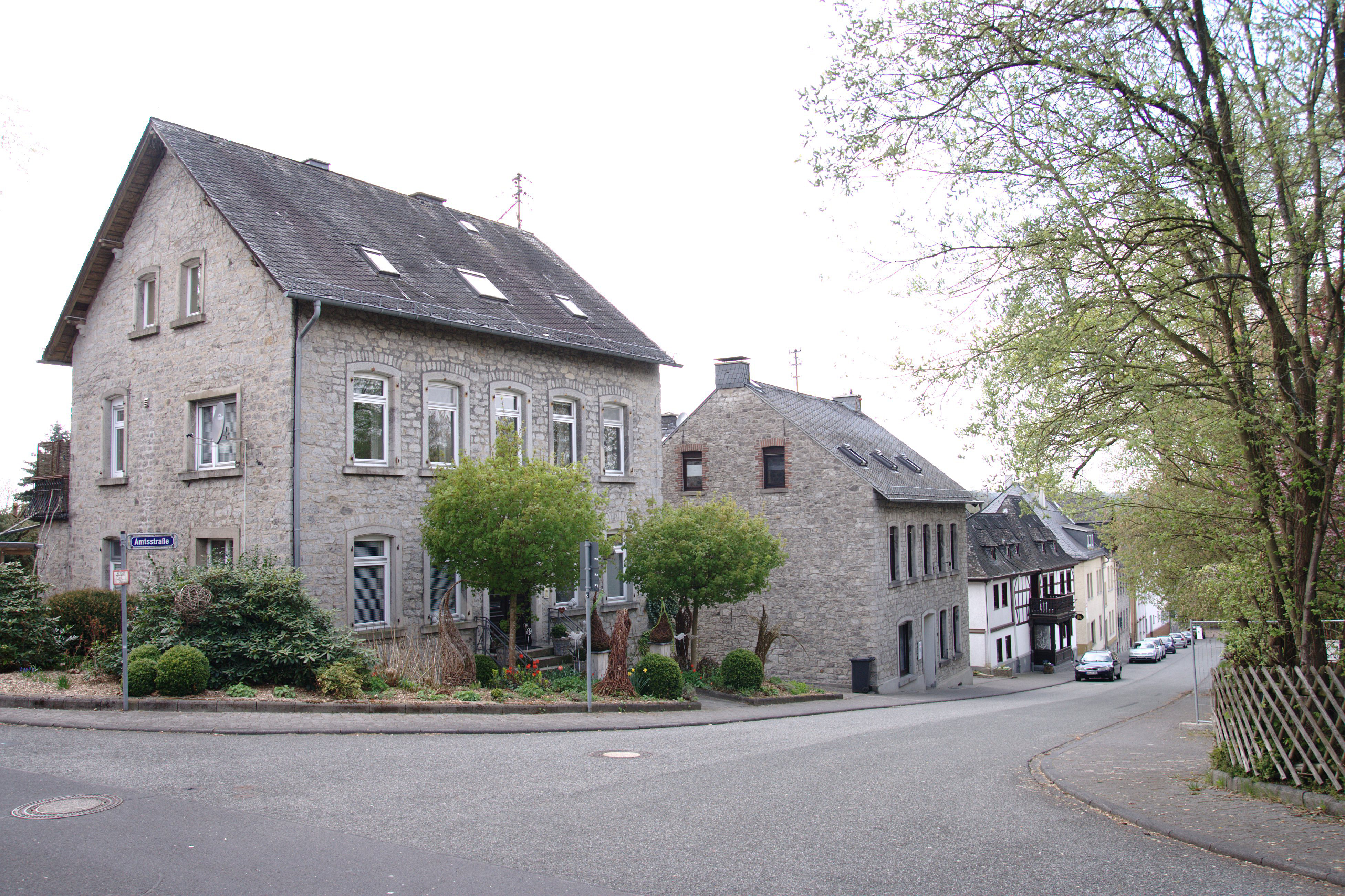
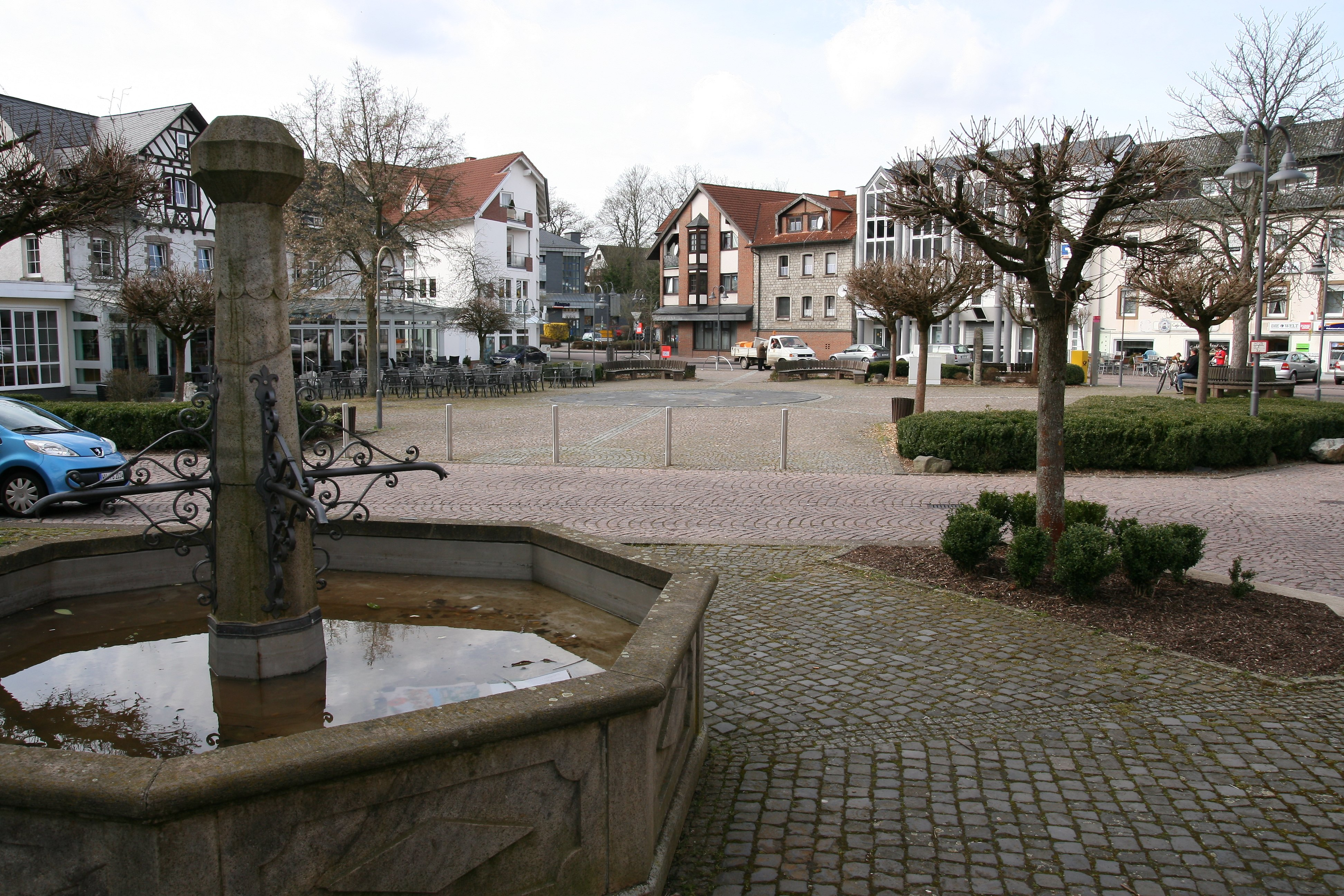
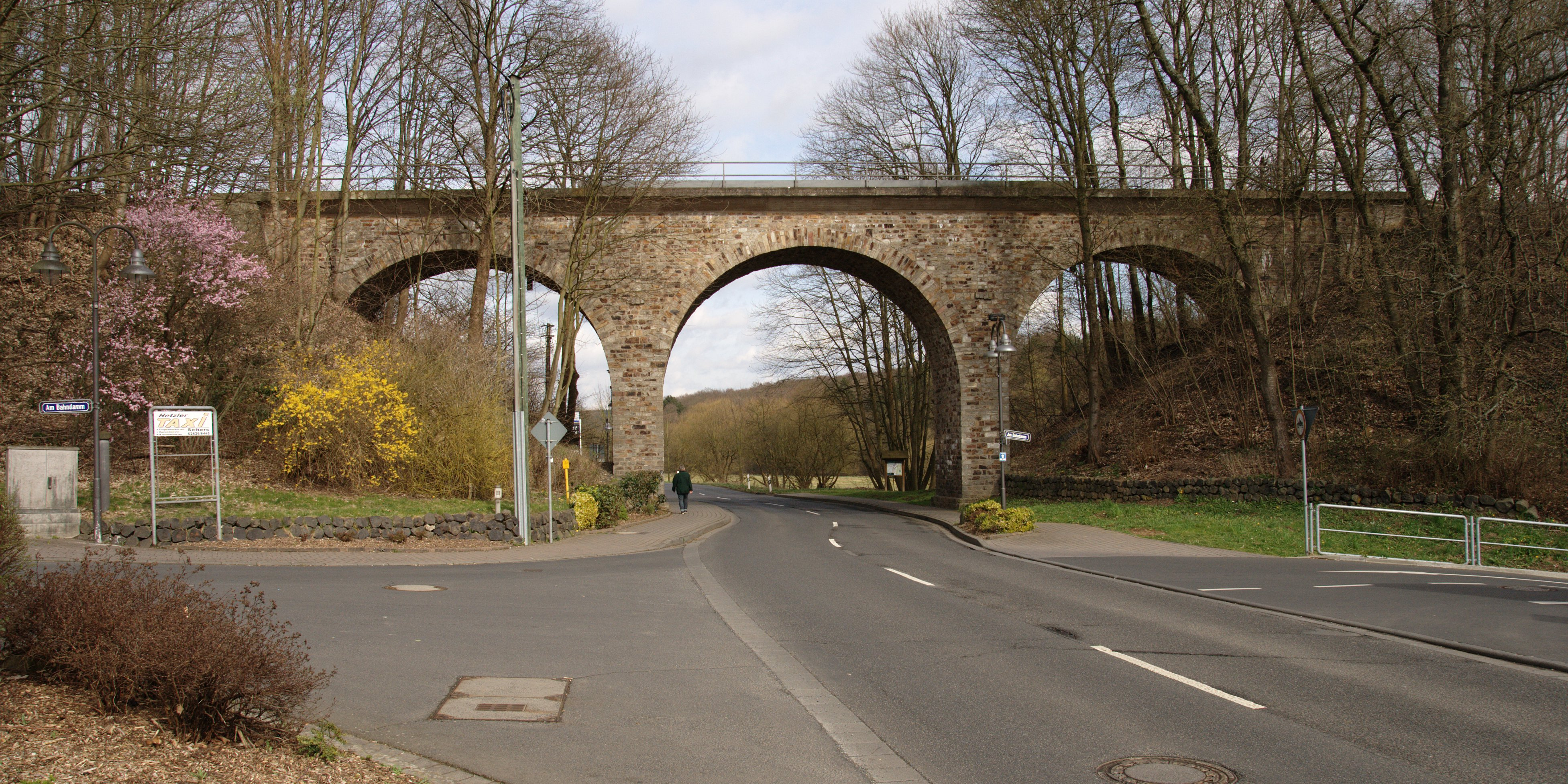